# Sphinxkopf
Der Sphinxkopf ist ein 1630 m (nach anderer Angabe 1825 m) hoher Berggipfel im ostantarktischen Königin-Maud-Land. Er ragt am nördlichen Ende der Sphinx im nördlichen Teil des Wohlthatmassivs auf.
Entdeckt und wegen der Ähnlichkeit mit dem Kopf der ägyptischen Sphinx deskriptiv benannt wurde er bei der Deutschen Antarktischen Expedition 1938/39 unter der Leitung des Polarforschers Alfred Ritscher.